# Луцкевич Юрій Павлович
́Юрій П́авлович Луцќевич (нар. 9 вересня 1934, Зінов'євськ — пом. 22 червня 2001, Київ) — український художник; член Спілки радянських художників України з 1966 року. Чоловік художниць Зої Лерман і Галини Городнічевої, батько художника Олександра Луцкевича.

## Біографія
Народився 9 вересня 1934 року в місті Зінов'євську (нині Кропивницький, Україна) в сім'ї художника. Навчався у в гуртку образотворчого мистецтва в Кіровоградському Палаці піонерів у Бориса Вінтенка; з 1951 по 1953 рік — у Київській художній середній школі імені Тараса Шевченка, у якій закінчив навчання з золотою медаллю. Упродовж 1953—1959 років продовжив навчання у Київському художньому інституті, був учнем Геогія Меліхова, Віктора Пузиркова. Член КПРС з 1959 року.
У 1959—1962 роках викладав малюнок і живопис у Київському училищі прикладного мистецтва й малювання. Протягом 1962—1965 років навчався в творчих майстернях Академії мистецтв СРСР у Києві під керівництвом Сергія Григор‘єва (майстерня Михайла Дерегуса).

Могила Юрія Луцкевича.

Жив у Києві в будинку на тодішньому бульварі Перова (нині Воскресенський проспект), № 24, квартира № 19 та в будинку на вулиці Саксаганського, № 65, квартира № 12. Помер 22 червня 2001 року. Похований в Києві на Лук'янівському військовому кладовищі.

## Творчість
Працював у галузі станкового живопису і станкової графіки. Автор жанрових композицій, портретів, міських пейзажів, у тому числі циклу картин, присвячених Києву, містам Західної Європи. Серед робіт:
живопис
- «Натюрморт із кавуном» (1956);
- «Автопортрет» (1959; 1995);
- «У дні війни» (1965);
- «Ляльковий майстер» (1966);
- «Військова музика» (1968);
- «Бабина хата» (1971);
- «Мадригал» (1972);
- «Апофеоз живопису» (1983);
- «Михайло Булгаков» (1986);
- «Бабина хата» (1991);
- диптих «Церква святої Катерини» (1992);
- «Розп'яття» (1993);
- триптих «Єрусалим» (1994);
- «Танок смерті» (1995);
- «Свята земля» (1999);
- «Цриквениця» (1999);

графіка
- «Автопортрет» (1969; 2000);
- «Бабин Яр» (1962),;
- «Азовське літо» (1964, офорт);
- «Спека» (1964);
- «Дуня» (1966);
- «Інтер'єр із червоними подушками» (1966);
- серія «Закордонні зустрічі» (1968);
- «Стара Риґа» (1974);
- «Два чуми» (1974);
- «Королі та валети» (1975);
- «Галя» (1985);
- «С. Цикора» (1988);
- «Старі дуби» (1992);
- «С. Солов'яненко» (1993);
- «Світ Божий» (1993);
- «Андріївський узвіз» (1993);
- «Андріївська церква» (1994);
- «Церква святого Іллі на Подолі» (1998);
- «Осінь» (1998; 2000).

Брав участь у республіканських виставках з 1960 року, всесоюзних — з 1961 року, зарубіжних — з 1963 року. Персональні виставки відбулися у Києві у 1991—1992, 1996—1997, 1999—2001 роках, посмертні у 2001—2011, 2014 роках, Оденсе у 1994 році, Загребі у 1996 році та посмертна у 2002 році.
Окремі роботи зберігаються в Національному художньому музеї України у Києві, Одеському, Кіровоградському обласному, Донецькому, Харківському, Чернігівському художніх музеях, Вінницькому краєзнавчому музеї, Державній Третьяковській галереї у Москві, у Зібранні (колекції) образотворчого мистецтва Градобанку та інших приватних зібраннях України, Росії, Німеччини, Польщі, Хорватії, Англії, Франції, Данії, Португалії, США та інших країн.

## Вшанування
У місті Кропивницькому, на будівлі загальносовітньоїя школи № 6, розташованої на вулиці Климента Тимірязєва, № 63, де з 1942 по 1949 рік навчався майбутній художник, 11 вересня 2014 року встановлено бронзову меморіальну дошку (скульптор Віктор Френчко).